# Claës Fredric Hornstedt
Claës Fredric Hornstedt est un naturaliste suédois, né le 12 février 1758 à Linköping et mort le mai 1809 à Helsingfors, Finlande.

## Biographie
Il fait ses études à université d'Uppsala, notamment auprès de Carl Peter Thunberg (1743-1828). Il voyage dans le nord de l’Europe, puis, à l’instigation de Thunberg en 1783-1784 à Java en passant par Le Cap. Il revient en Europe en 1785 avec de riches collections d’histoire naturelle et en ethnologie. Il séjourne aux Pays-Bas, en France et au Danemark. Il obtient un titre de docteur en médecine à Greifswald en Allemagne en 1786.
De retour en Suède l’année suivante, il devient conservateur à l’Académie royale des sciences de Suède, en remplacement d’Anders Sparrman (1748-1820) parti pour une expédition dans l’Afrique de l’ouest. Hornstedt réalise alors l’un des plus anciens catalogues des collections de cette institution. Mais l’expédition de Sparrman tourne court et Hornstedt part enseigner l’histoire naturelle à Linköping. En 1796, il entre dans la marine suédoise et est fait prisonnier par les Russes durant la guerre opposant à la Suède à la Russie. Il devient alors médecin chef de l’hôpital russe de fort Sveaborg. Anders Jahan Retzius (1742-1821) lui dédie le genre Hornstedtia.

## Sources
- Erik Åhlander, Sven O. Kullander & Bo Fernholm (1997). Ichthyological Collection Building at the Swedish Museum of Natural History, Stockholm. in Collection building in ichthyology and herpetology (T.W. Pietsch et W.D. Anderson, dir.), American Society of Ichthyologists and Herpetologists : 13-25.  (ISBN 0-935868-91-7)
- (en) Biographie du Nationaal Herbarium Nederland